# Alsamai
Alsamai (russisch Алзама́й) ist eine Kleinstadt in der Oblast Irkutsk (Russland) mit 6730 Einwohnern (Stand 14. Oktober 2010).

## Geographie
Die Stadt liegt im nördlichen Vorland des Ostsajan, etwa 600 km nordwestlich der Oblasthauptstadt Irkutsk am Fluss Toporok, einem rechten Nebenfluss der Birjussa im Becken der Angara.
Die Stadt gehört zum Rajon Nischneudinsk, dessen Verwaltungszentrum Nischneudinsk sich 75 km südsüdöstlich befindet.
Alsamai liegt an der Transsibirischen Eisenbahn (Streckenkilometer 4586 ab Moskau) sowie an der Fernstraße M53 Nowosibirsk – Irkutsk – Listwjanka.

## Geschichte
Alsamai entstand 1899 mit der Eröffnung des gleichnamigen Station am ostsibirischen Abschnitt der Transsibirischen Eisenbahn in der Nähe eines älteren Dorfes gleichen Namens (heute Stary Alsamai, Alt-Alsamai). Name des Ortes und des Flüsschens Alsamaitschik sind möglicherweise vom Namen des legendären burjatischen Helden des 16. Jahrhunderts Olsobe bzw. Olsoma abgeleitet, unter dem die Burjaten vom Territorium der heutigen Mongolei aus das Baikalgebiet besiedelten.
1955 erhielt der Ort Stadtrecht.

### Bevölkerungsentwicklung
| Jahr | Einwohner |
| ---- | --------- |
| 1959 | 13.060    |
| 1970 | 10.630    |
| 1979 | 9.270     |
| 1989 | 9.029     |
| 2002 | 7.383     |
| 2010 | 6.730     |

Anmerkung: Volkszählungsdaten

## Wirtschaft
Wichtigster Wirtschaftszweig von Alsamai ist die Holzindustrie.